# Miguel Ángel Alba Díaz
Miguel Ángel Alba Díaz (Monterrey, México, 23 de janeiro de 1951) é bispo de La Paz en la Baja California Sur.
Em 31 de maio de 1975, Miguel Ángel Alba Díaz recebeu o Sacramento da Ordem pela Arquidiocese de Monterrey.
Em 10 de junho de 1995, o Papa João Paulo II o nomeou Bispo Titular de Fesseë e Bispo Auxiliar de Antequera. O Arcebispo da Cidade do México, Norberto Rivera Carrera, o consagrou em 25 de julho do mesmo ano; Os co-consagrantes foram o Arcebispo de Antequera, Héctor González Martínez, e o Arcebispo de Jalapa, Sergio Obeso Rivera. Em 16 de junho de 2001, João Paulo II o nomeou Bispo de La Paz en la Baja California Sur. 